# Fonética e Interpretaciones de Huilin
La Fonética e Interpretaciones de Huilin 一切經音義 "Yiqiejing yinyi" (c. 807) fue compilado por el monje lexicógrafo de la dinastía Tang Huilin 慧琳 como una revisión ampliada del original (c. 649) Yiqiejing yinyi compilado por Xuanying 玄應. En conjunto, las versiones de 25 capítulos de Xuanying y de 100 capítulos de Huilin constituyen el diccionario chino de terminología técnica budista más antiguo que se conserva (por ejemplo, Púsà 菩薩 o Pútísàtuo 菩提薩埵 para Bodhisattva). Una historia reciente de la lexicografía china califica el Yiqiejing yinyi de Huilin de "colección compuesta de todos los glosarios de palabras y expresiones de las escrituras compilados en la dinastía Tang y antes de ella" y de "arquetipo del diccionario bilingüe chino".